# Elsted Kirke
Elsted Kirke beliggende i den nordlige del af Lystrup blev bygget i begyndelsen af 1200-tallet, ligesom de andre kirker langs Egådalen. Kirken er højt beliggende i landskabet.
En restaurering af Elsted kirke sluttede i 1995. Her har især Inger og Johannes Exners arbejde med lysforholdene givet en lys kirke.

## Eksterne kilder og henvisninger
- Elsted Kirke Arkiveret 19. september 2015 hos  Wayback Machine hos KortTilKirken.dk
- Elsted Kirke hos danmarkskirker.natmus.dk (Danmarks Kirker, Nationalmuseet)

- Wikimedia Commons har flere filer relateret til Elsted Kirke